# Corsarios de Cartagena
Corsarios de Cartagena es un club de baloncesto colombiano de la ciudad de Cartagena de Indias, Colombia. Fundado en 2021 participa en la Liga de Baloncesto Profesional (LBP) de la División de Baloncesto Profesional (DPB) 2021-2 siendo esta su primera participación. A pesar de que Corsarios es oriundo de Cartagena de Indias, para la temporada 2022-II, jugará de local en el Coliseo Elías Chegwin de Barranquilla, debido a que el Bernardo Caraballo no está autorizado por la DPB para realizar partidos en dicho coliseo.